# Oberschule am Elsengrund
Die Oberschule am Elsengrund war ein Gymnasium im Berliner Ortsteil Mahlsdorf im Bezirk Marzahn-Hellersdorf mit rund 750 Schülern und 50 Lehrern.

## Geschichte
Zu Zeiten der DDR 1983 gegründet als 23. Polytechnische Oberschule „Walja Kotik“ im Stadtbezirk Hellersdorf, wurde die Schule nach der Wende zur 5. Gesamtschule. Nach dem Umzug dieser Gesamtschule nach Berlin-Hellersdorf wurde hier schließlich am 1. August 1993 das 5. Gymnasium eröffnet. Seit dem 12. September 1997 hieß die Schule Oberschule am Elsengrund–Gymnasium.
Die Schule wurde 2009 geschlossen und mit dem Otto-Nagel-Gymnasium in Berlin-Biesdorf zusammengelegt. Das Gymnasium war eine der Modellschulen des senatsgeförderten Projekts Pädagogische Schulentwicklung (PSE).
Das nach und nach verfallene Gebäude wurde 2023 abgerissen. Hier entstand die neue 2,5-zügige Elsenschule mit 576 Schulplätzen und einer Sechsfeld-Sporthalle. Sie wurde im Februar 2025 eröffnet.
Auf dem Nachbargrundstück wurde die Freie Schule am Elsengrund errichtet, die 2021 wegen Rechtsextremismusvorwürfen in die Schlagzeilen geriet. Sie hat sich inzwischen in Freie Schule Berlin-Mahlsdorf umbenannt.